# Drepanulatrix ida
Drepanulatrix ida là một loài bướm đêm trong họ Geometridae.